# 桃園市政府警察局
桃園市政府警察局（簡稱桃園市警察局、桃園市警局、桃市警局），為桃園市最高警察行政機關，隸屬桃園市政府，並受內政部警政署指揮監督。1950年成立，負責桃園市內治安之維護及市內所有警察行政、人事、教育及訓練等事務。總局位於桃園市桃園區縣府路3號。

## 沿革

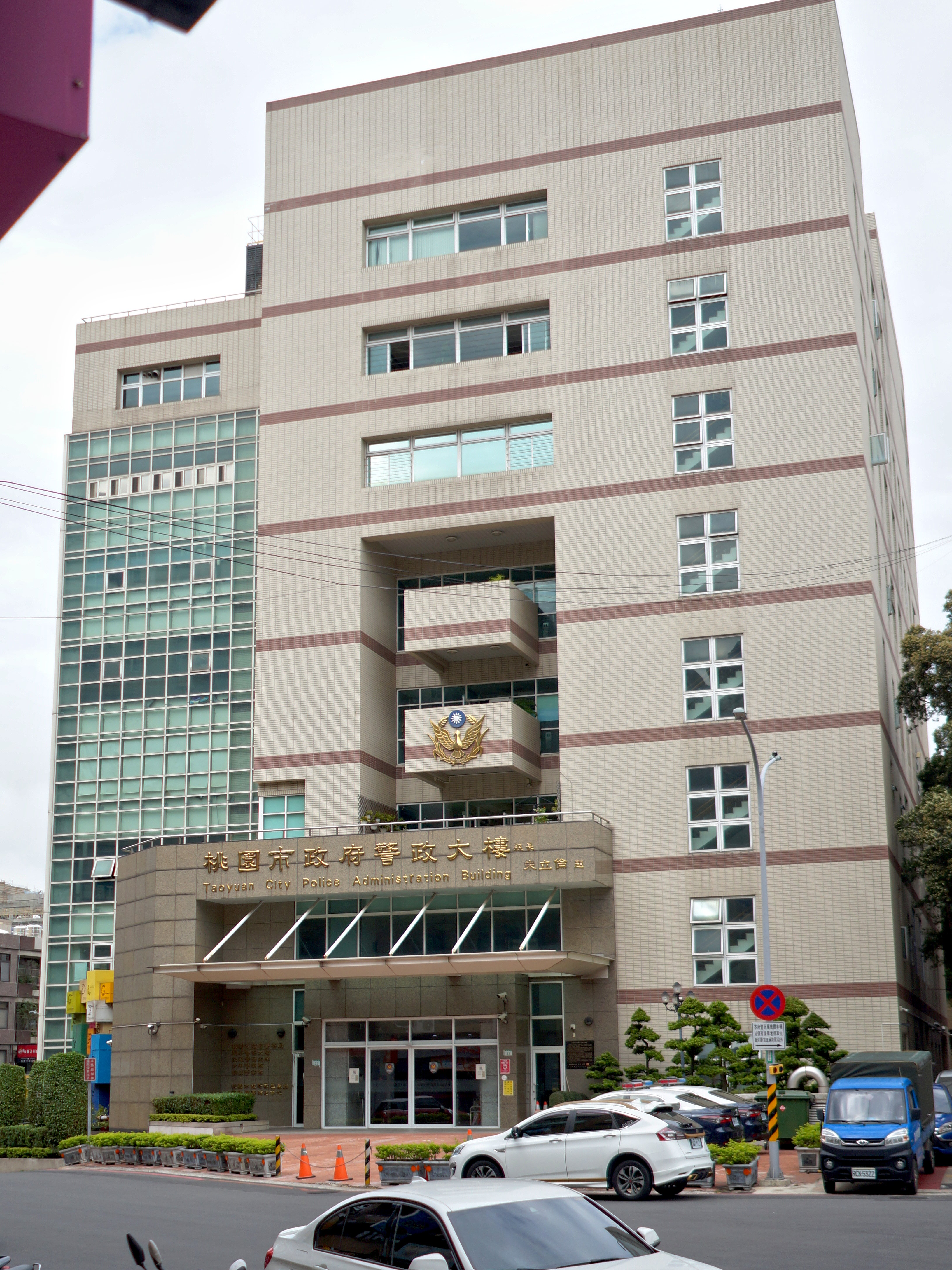
桃園市政府警政大樓

- 1950年10月，桃園縣警察局成立，下設6課、4室、2股、1隊、桃園分局、中壢分局、大溪分局。
- 1951年1月，桃園縣警察局增設山地警務股。
- 1958年7月，桃園縣警察局增設楊梅分局。
- 1978年7月，位於桃園縣桃園市中正路遠東百貨舊址之桃園縣警察局舊大樓不敷使用，桃園縣警察局發包興建新大樓。
- 1980年4月，桃園縣警察局新大樓竣工。
- 1985年12月，桃園縣警察局增建地上四層辦公廳舍及直屬隊寢室落成啟用。
- 1994年6月，桃園縣警察局增設平鎮分局。
- 1996年5月，桃園縣警察局增設龜山分局。
- 1998年8月，桃園縣警察局增設八德分局。
- 2000年7月，桃園縣警察局增設少年警察隊、女子警察隊。
- 2003年1月1日，桃園縣警察局改為桃園縣政府警察局。
- 2003年3月8日，桃園縣政府警察局女子警察隊改為婦幼警察隊。
- 2005年7月1日，桃園縣政府警察局刑警隊改為刑事警察大隊，刑警隊鑑識組獨立為鑑識課。
- 2006年1月20日，桃園縣政府警察局增設龍潭分局。
- 2007年1月2日，桃園縣政府警察局裁撤陸務課。
- 2008年1月15日，已故桃園縣縣長劉邦友官邸拆除改建的桃園縣政府警政大樓落成啟用，內政部警政署署長侯友宜主持啟用典禮。
- 2008年3月27日，桃園縣政府警察局增設蘆竹分局。
- 2011年1月1日，桃園縣升格準直轄市，桃園縣政府警察局組織規模比照直轄市政府警察局。
- 2014年12月25日，桃園縣升格為桃園市，桃園縣政府警察局改為桃園市政府警察局，桃園縣政府警政大樓改為桃園市政府警政大樓。
- 2016年3月13日，桃園市政府警察局增設犯罪預防科、捷運警察隊。
- 2016年8月21日，桃園市政府警察局刑事警察大隊科技犯罪偵查專責組改為科技犯罪偵查隊。
- 2020年12月17日，桃園市政府警察局增設統計室。
- 2022年5月27日，桃園市政府警察局桃園警分局增設小檜溪派出所
- 2024年11月5日桃園分局小檜溪派出所正式啟用

## 組織編制
- 局長1人（警監，三線三星）
  - 副局長3人（警監，三線二星）
  - 主任秘書1人（警監，三線二星）
  - 督察長1人（警監，三線二星）
  - 警政監3人（警監，三線二星）

#### 業務單位
行政科、外事科、後勤科、訓練科、保安科、保防科、防治科、犯罪預防科、民防管制中心、勤務指揮中心、刑事鑑識中心。

#### 輔助單位
秘書室、會計室、資訊室、公共關係室、人事室、督察室、秘書室、法制室、政風室、統計室。

#### 直屬（大）隊
刑事警察大隊、交通警察大隊、保安警察大隊、少年警察隊、婦幼警察隊、捷運警察隊。

#### 分局
桃園市政府警察局共有10個分局、88個派出（分駐）所。
| 分局 名稱 | 轄區                                       | 地址                  | 人口    | 面積      | 創立 時間                                 | 派出所 分駐所 | 網址                                             |
| --------- | ------------------------------------------ | --------------------- | ------- | --------- | ----------------------------------------- | --- | ------------------------------------------------ |
| 桃園分局  | 桃園區                                     | 桃園區力行路258號     | 442,488 | 34.8      | 1950年10月成立桃園縣警察局桃園分局        | 景福、武陵、同安、青溪、埔子、中路、大樹、龍安、小檜溪                                                                                 | www.typd.gov.tw/taoyuan/ （页面存档备份，存于）  |
| 中壢分局  | 中壢區、大園區（橫峰里26~35、37~39鄰）     | 中壢區延平路607號     | 406,949 | 76.52     | 1950年10月成立桃園縣警察局中壢分局        | 中壢、興國、普仁、龍興、文化、中福、內壢、仁愛、大崙、自強、青埔                                                                       | www.typd.gov.tw/zhongli/ （页面存档备份，存于）  |
| 大溪分局  | 大溪區、復興區                             | 大溪區復興路一段385號 | 106,321 | 455.38981 | 1950年10月成立桃園縣警察局大溪分局        | 圳頂、南雅、三元、中新、內柵、永福、三層、百吉、福安、三民、復興、溪內、羅浮、霞雲、長興、奎輝、三光、光華、榮華、巴陵、慈湖（分駐所） | www.typd.gov.tw/daxi/ （页面存档备份，存于）     |
| 楊梅分局  | 楊梅區、新屋區                             | 楊梅區中山路123號     | 217,419 | 174.1     | 1958年7月成立桃園縣警察局楊梅分局         | 楊梅、草湳、幼獅、富岡、上湖、新屋、頭洲、永安、大坡                                                                                   | www.typd.gov.tw/yangmei/ （页面存档备份，存于）  |
| 大園分局  | 觀音區、大園區（橫峰里26~35、37~39鄰除外） | 大園區中正西路13號    | 156,068 | 175.2     | 1968年成立桃園縣警察局大園分局            | 大園、竹圍、埔心、潮音、三菓、觀音、新坡、草漯                                                                                         | www.typd.gov.tw/dayuan/ （页面存档备份，存于）   |
| 平鎮分局  | 平鎮區                                     | 平鎮區中庸路123號     | 224,733 | 47.7532   | 1994年6月成立桃園縣警察局平鎮分局         | 平鎮、宋屋、北勢、建安、龍岡 | www.typd.gov.tw/pingzhen/ （页面存档备份，存于） |
| 龜山分局  | 龜山區                                     | 龜山區自強南路123號   | 158,357 | 72.0177   | 1996年5月成立桃園縣警察局龜山分局         | 龜山、迴龍、坪頂、大坑、大埔、大華、大林                                                                                               | www.typd.gov.tw/guishan/ （页面存档备份，存于）  |
| 八德分局  | 八德區                                     | 八德區興豐路1216號    | 199,181 | 33.7111   | 1998年8月成立桃園縣警察局八德分局         | 八德、四維、高明、大安、廣興 | www.typd.gov.tw/bade/ （页面存档备份，存于）     |
| 龍潭分局  | 龍潭區                                     | 龍潭區干城路21號      | 122,196 | 75.2341   | 2006年1月20日成立桃園縣政府警察局龍潭分局 | 龍潭、中興、石門、高平、三和、聖亭 | www.typd.gov.tw/longtan/ （页面存档备份，存于）  |
| 蘆竹分局  | 蘆竹區                                     | 蘆竹區南崁路177號     | 162,637 | 75.5025   | 2008年3月27日成立桃園縣政府警察局蘆竹分局 | 南崁、大竹、南竹、外社 | www.typd.gov.tw/luzhu/ （页面存档备份，存于）    |

## 歷任局長
| 桃園縣政府警察局 | 桃園縣政府警察局 | 桃園縣政府警察局              | 桃園縣政府警察局                                                 |
| 任次             | 姓名             | 任期                          | 備註                                                             |
| ---------------- | ---------------- | ----------------------------- | ---------------------------------------------------------------- |
| 第一任           | 蕭復權           | 1950年10月－1952年7月         |                                                                  |
| 第二任           | 馬超群           | 1952年7月－1953年5月          |                                                                  |
| 第三任           | 劉子英           | 1953年5月－1957年6月          |                                                                  |
| 第四任           | 張毓中           | 1957年6月－1959年1月          |                                                                  |
| 第五任           | 周昌嗣           | 1959年1月－1961年9月          |                                                                  |
| 第六任           | 劉樹梓           | 1961年9月－1963年4月          |                                                                  |
| 第七任           | 李正漢           | 1963年4月－1964年12月         |                                                                  |
| 第八任           | 張周天           | 1964年12月－1968年5月         |                                                                  |
| 第九任           | 余書炎           | 1968年5月－1973年5月          |                                                                  |
| 第十任           | 王厚才           | 1973年5月－1974年             |                                                                  |
| 第十一任         | 龔經笥           | 1974年9月－1976年7月          |                                                                  |
| 第十二任         | 顏世錫           | 1976年7月－1977年6月          |                                                                  |
| 第十三任         | 王善旺           | 1977年6月－1978年7月          |                                                                  |
| 第十四任         | 莊亨岱           | 1978年7月－1982年3月          |                                                                  |
| 第十五任         | 盧金波           | 1982年3月－1984年1月          |                                                                  |
| 第十六任         | 楊仲舒           | 1984年1月－1987年1月          |                                                                  |
| 第十七任         | 果 水            | 1987年1月－1991年4月          |                                                                  |
| 第十八任         | 王一飛           | 1991年4月－1992年4月          |                                                                  |
| 第十九任         | 李永昇           | 1992年4月－1993年9月14日      |                                                                  |
| 第二十任         | 蔣延遠           | 1993年9月14日－1995年4月12日  |                                                                  |
| 第二十一任       | 謝銀黨           | 1995年4月12日－1996年5月23日  |                                                                  |
| 第二十二任       | 謝秀能           | 1996年5月23日－2001年2月16日  |                                                                  |
| 第二十三任       | 侯友宜           | 2001年2月16日－2003年6月19日  |                                                                  |
| 第二十四任       | 王隆             | 2003年6月19日－2006年3月30日  |                                                                  |
| 第二十五任       | 林德華           | 2006年3月30日－2009年8月5日   |                                                                  |
| 第二十六任       | 黎文明           | 2009年8月5日－2011年1月1日    |                                                                  |
| 第二十七任       | 劉勤章           | 2011年1月1日－2012年5月6日    | 2011年1月1日升格準直轄市 2012年5月7日至6月18日由副局長林聰槐代理 |
| 第二十八任       | 黎文明           | 2012年6月19日－2014年12月24日 | 原內政部警政署警政委員 2014年12月25日桃園縣升格為直轄市          |
| 桃園市政府警察局 |                  |                               |                                                                  |
| 第一任           | 黎文明           | 2014年12月25日－2019年2月13日 | 升格後首任局長 後陞任中央警察大學校長                            |
| 第二任           | 陳國進           | 2019年2月13日－2022年6月7日   | 原內政部警政署警政委員兼署長辦公室主任 提前退休                  |
| 第三任           | 許錫榮           | 2022年6月7日－2023年1月15日   | 原內政部警政署警政委員 提前退休                                  |
| 第四任           | 吳坤旭           | 2023年1月16日－2025年7月15日  | 原彰化縣警察局局長                                               |
| 代理             | 陳武康           | 2025年7月16日-2025年7月31日   | 副局長暫代                                                       |
| 第五任           | 廖恆裕           | 2025年8月1日－現任            | 連江縣警察局局長                                                 |

## 外部連結
- 桃園市政府警察局 （页面存档备份，存于）（中文）（英文）
- 桃園市政府警察局的Facebook專頁